# Takashi Mizunuma
Takashi Mizunuma (født 28. maj 1960) er en japansk fodboldspiller.

## Japans fodboldlandshold
| Japans landshold | Japans landshold | Japans landshold |
| År               | Kmp              | Mål              |
| ---------------- | ---------------- | ---------------- |
| 1984             | 5                | 1                |
| 1985             | 8                | 3                |
| 1986             | 0                | 0                |
| 1987             | 8                | 2                |
| 1988             | 3                | 0                |
| 1989             | 8                | 1                |
| Total            | 32               | 7                |